# Beneuvre
Beneuvre ist eine französische Gemeinde mit 92 Einwohnern (Stand: 1. Januar 2022) im Département Côte-d’Or in der Region Bourgogne-Franche-Comté. Sie gehört zum Kanton Châtillon-sur-Seine und zum Arrondissement Montbard.
Nachbargemeinden sind Bure-les-Templiers im Nordwesten und im Norden, Poinson-lès-Grancey im Nordosten, Grancey-le-Château-Neuvelle im Osten, Bussières im Südosten, Fraignot-et-Vesvrotte im Süden und Minot im Südwesten.

## Bevölkerungsentwicklung
| Jahr                       | 1962 | 1968 | 1975 | 1982 | 1990 | 1999 | 2008 | 2015 |
| -------------------------- | ---- | ---- | ---- | ---- | ---- | ---- | ---- | ---- |
| Einwohner                  | 127  | 119  | 108  | 120  | 94   | 101  | 94   | 99   |
| Quellen: Cassini und INSEE |      |      |      |      |      |      |      |      |